# Joseph Maria von Radowitz (General)
Joseph Maria Hermann Ernst Peter Hans von Radowitz (* 29. Juli 1899 in Frankfurt am Main; † 1. Juni 1956 in Bad Wiessee) war ein deutscher Offizier, Generalleutnant im Zweiten Weltkrieg und zuletzt Generalmajor der deutschen Bundeswehr.

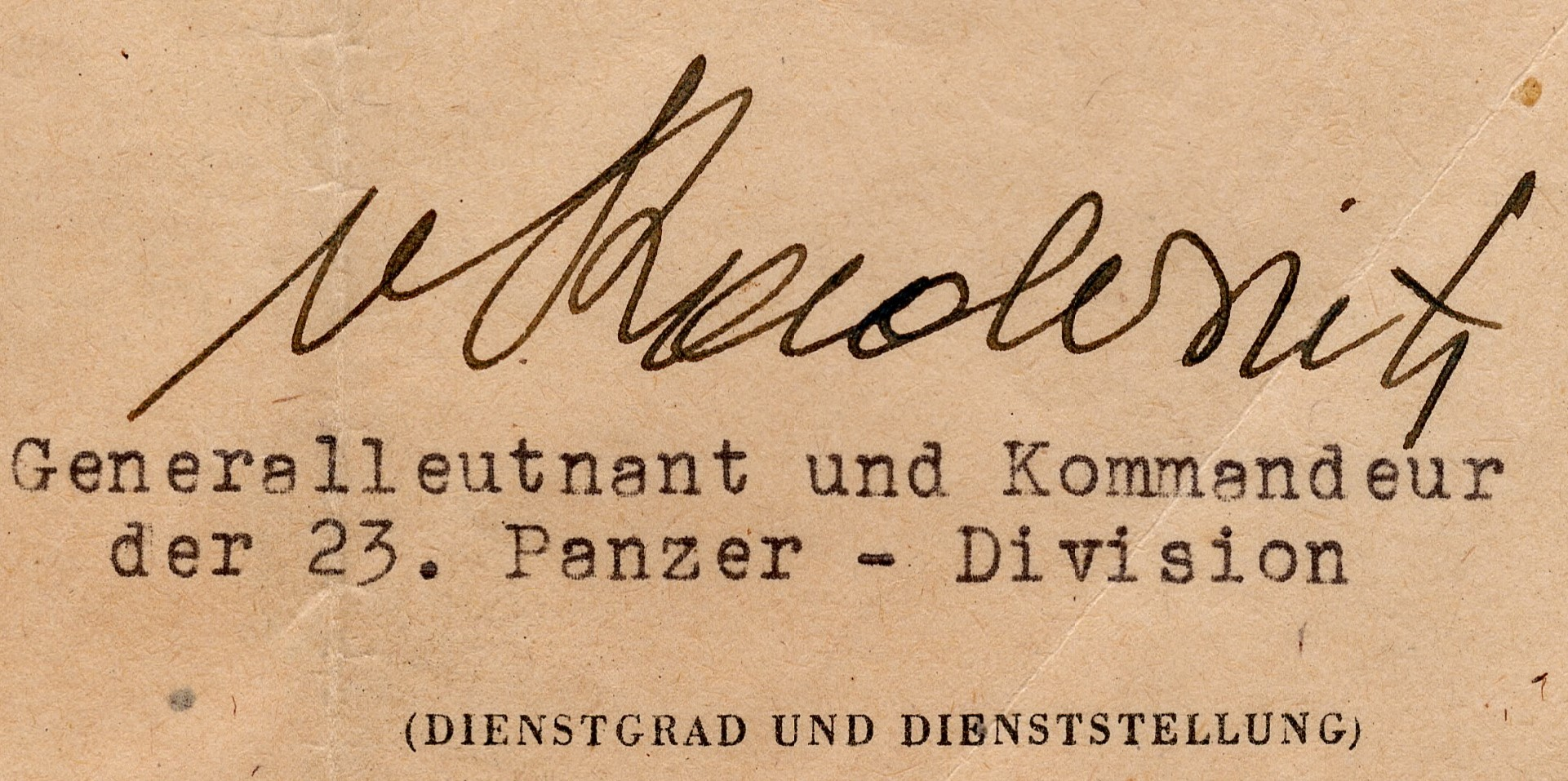
Originale Unterschrift des Generalleutnants und Kommandeur der 23. Panzer-Division

## Leben
Joseph von Radowitz war ein Sohn vom Oberstleutnant Joseph Maria Hermann Ernst Hans von Radowitz (1873–1956), Sohn von Joseph Maria von Radowitz, und Sophie Eugenie, geb. Mumm von Schwarzenstein (1876–1943).
1917 trat er als Fahnenjunker in die Armee ein, diente als Offizier im Ersten Weltkrieg und wurde am 6. September 1918 im Dragoner-Regiment 20, welches zu dieser Zeit mit Sicherungsaktivitäten im rückwärtigen Frontgebiet betraut war, zum Leutnant ohne Patent befördert. Nach der Auflösung des Regiments wurde er 1919 aus der Armee entlassen.
Am 1. April 1924 wurde er als Leutnant in die Reichswehr übernommen und diente im Reiter-Regiment 18 (Ludwigsburg). Vom Reiter-Regiment 1, wohin er gewechselt war, wurde er, im Februar 1934 zum Rittmeister befördert, Mitte November 1938 in den Stab des III. Armeekorps (Berlin) kommandiert. Dort war er Anfang 1939 Adjutant zur besonderen Verfügung und wurde Anfang März 1941 zum Oberstleutnant befördert. Von Februar 1942, ab März 1942 als Oberst, bis April 1943 war er im Stab der 2. Panzerarmee und wird anschließend in die Führerreserve versetzt. Mitte 1943 übernahm er das Kommando über das Panzergrenadier-Regiment 28 bei der 8. Panzer-Division, welches er bis 1. April 1944 innehatte. Er kam erneut in die Führerreserve.
Von Juni 1944 an war er letzter Kommandeur der 23. Panzer-Division. Unter seiner Führung zog sich die 23. Panzer-Division im Sommer 1944 angesichts des erfolgreichen Vormarsches des Roten Armee und der Kesselschlacht am Pruth und bei Jassy zunächst nach Polen und dann zur Margarethen-Stellung in Ungarn zurück. Dort nahm sie im Rahmen der Plattenseeoffensive am Unternehmen Frühlingserwachen teil und zog sich nach deren Scheitern, um der Gefangennahme durch die russischen Kräfte zu umgehen, kämpfend nach Österreich zurück, wo sie bei Kriegsende in westalliierte Gefangenschaft ging. Die Teile der ehemaligen Division wurde durch die Amerikaner nach Aalen verlegt und Mitte Juni 1945 aus der Gefangenschaft entlassen. Im September 1944 war er erst zum Generalmajor und am 1. März 1945 noch zum Generalleutnant befördert worden. Kurz vor Kriegsende wurde er für das Eichenlaub zum Ritterkreuz des Eisernen Kreuzes vorgeschlagen. Ob eine offizielle Verleihung erfolgte, ließ sich nicht feststellen, da die Hinweise auf eine Verleihung sich auf den sogenannten „Dönitz-Erlass“ beziehen.
Ende 1955 wurde er als Generalmajor in die Bundeswehr eingestellt. Dort baute er die Annahmestellen auf und leitete bis Januar 1956 die drei Annahmestellen in Bonn, Köln und Andernach und 16 Verwaltungsstellen in ganz Deutschland.
Beerdigt wurde er, nachdem er als aktiver Soldat an den Folgen einer Kriegsverwundung gestorben war, mit militärischen Ehren auf dem Friedhof in Kleiningersheim (Gemeinde Ingersheim). Sein Grabstein befindet sich noch heute dort (Stand 2018).
Joseph von Radowitz heiratete Mitte November 1928 in Stuttgart Freya Feodora Alberta Marie von Puttkamer (* 1908), jüngste Tochter von Albert August Wilhelm von Puttkamer. Das Paar hatte mehrere Kinder.

## Auszeichnungen
- Eisernes Kreuz (1914) II. Klasse
- Eisernes Kreuz (1939) I. Klasse
- Spange zum Eisernen Kreuz II. Klasse
- Deutsches Kreuz in Gold am 9. Februar 1944
- Verwundetenabzeichen in Silber (1944)
- Ritterkreuz des Eisernen Kreuzes mit Eichenlaub[10][11]
  - Ritterkreuz am 17. September 1944